# William George MacCallum

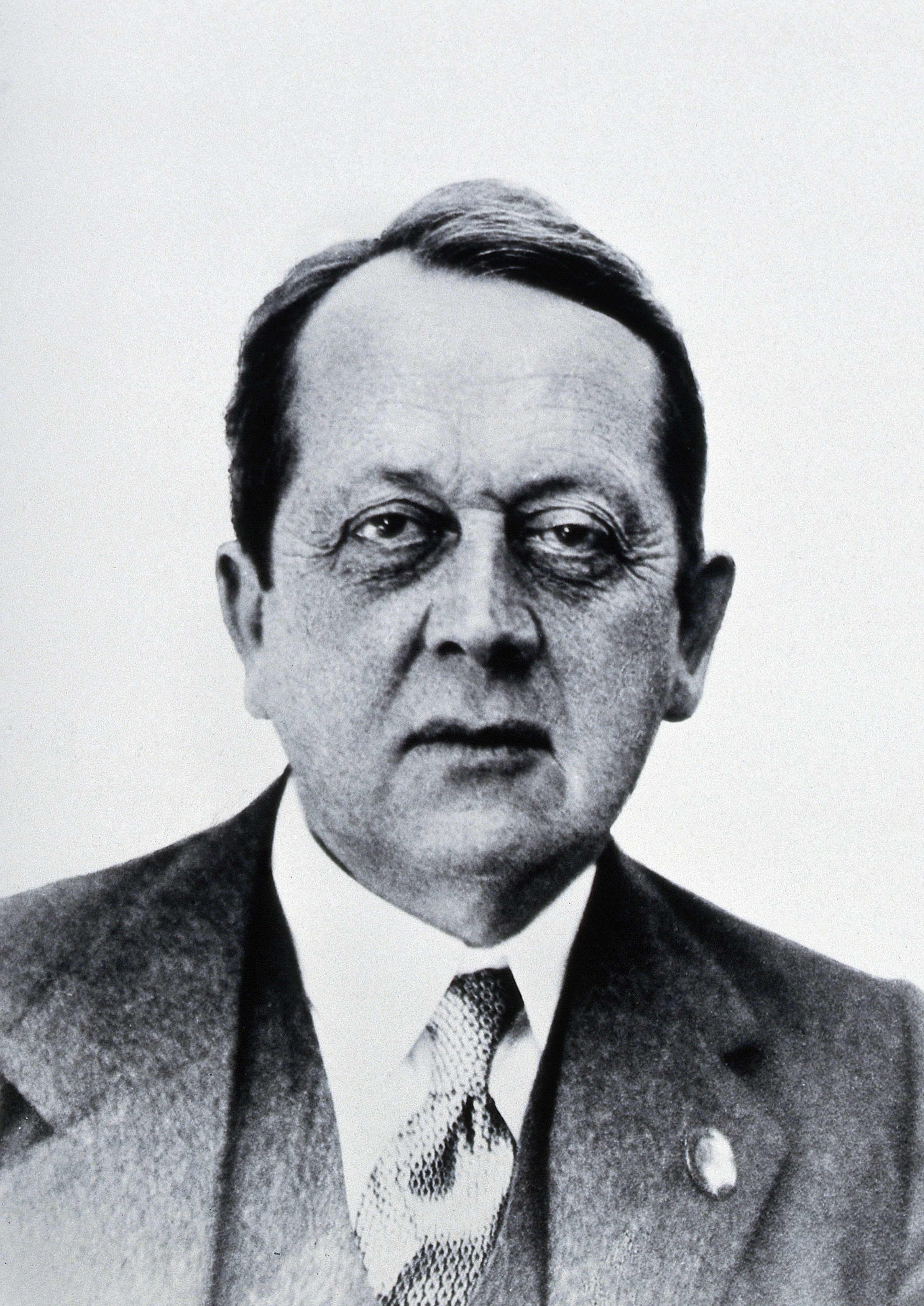
William George MacCallum

William George MacCallum (* 18. April 1874 in Dunnville, Ontario; † 3. Februar 1944 in Baltimore) war ein kanadisch-US-amerikanischer Arzt und Pathologe.

## Leben
MacCallum war Sohn des Landarztes William A. MacCallum und seiner Frau Florence (geb. Eakins). Sein Großvater war in der ersten Hälfte des 19. Jahrhunderts aus Schottland nach Dunnville ausgewandert. MacCallum besuchte die Schule und die Highschool in Dunnville. Mit 15 ging er an die University of Toronto und belegte Kurse in Griechisch und auf Anraten seines Vaters auch in Zoologie, Chemie, Physik und Geologie. 1894 graduierte er und wollte sich eigentlich weiter dem Griechischen zuwenden. Sein Vater überzeugte ihn aber, ein Medizinstudium zu beginnen. Er absolvierte ein Äquivalent des ersten Studienjahres an der Torontoer Universität und wechselte dann in das zweite Studienjahr an die neu gegründete Johns Hopkins School of Medicine, wo er 1897 den M.D. erwarb.
Nach einem Jahr Internship am Johns Hopkins Hospital bekam er eine Residency in der Pathologie bei William Henry Welch. 1900 ging MacCallum an die Universität Leipzig zu Felix Marchand und kehrte 1901 nach Baltimore zurück, wo er 1908 auf die für ihn geschaffene Professur für Pathophysiologie berufen wurde. 1909 nahm er einen Ruf an die Columbia University an, wo er bis 1917 tätig war. In diesem Jahr folgte er einem Ruf zurück an die Johns Hopkins University und war dort als Pathologe und Direktor der neu gegründeten School of Hygiene and Public Health tätig.
1921 wurde MacCallum in die National Academy of Sciences gewählt.
Im Winter 1943 erkrankte MacCallum schwer, so dass er eine Auszeit in Florida nehmen musste. Kurz nach seiner Ankunft erlitt er eine Halbseitenlähmung. Sein Zustand verschlechterte sich rasch und er erlag im Februar 1944 seiner Erkrankung.

## Werk
MacCallum erste bedeutsame Entdeckung 1886 machte er im kleinen Labor seines Elternhauses. Er untersuchte das Blut von Krähen und fand bewegliche Formen von Haemoproteus columbae, einem Erreger einer Malaria-ähnlichen Erkrankung bei Vögeln. Bei weiteren Untersuchungen entdeckte er die geschlechtliche Fortpflanzung des Parasiten über Makro- und Mikrogamonten. Er fand heraus, dass das Flagellum der Plasmodien, welches zwar bekannt aber als degenerative Form angesehen wurde, wie der Schwanz eines Spermiums fungiert.
Seine zweite Entdeckung machte er in Leipzig bei Untersuchungen der Lymphgefäße der Haut von Schweinen. Er erkannte, dass es keine Poren im Endothel der Lymphkapillaren gibt. Die Aufnahme fester Partikel erklärte er durch Phagocytose und Leukodiapedese.
Weitere Forschungen widmete er der Schilddrüse und den Nebenschilddrüse. Er erkannte, dass beide Organe funktionell nicht zusammenhängen und dass die bei der Schilddrüsenentfernung auftretenden Krämpfe eigentlich wegen der bei diesem Eingriff mitentfernten Nebenschilddrüsen auftreten. Er zeigte, dass durch Injektion von Nebenschilddrüsenmaterial von Hunden und Rindern an Hunde, diese Krämpfe unterbunden werden können. In Zusammenarbeit mit dem Chemiker Carl Voegtlin unternahm er Versuche mit Calcium, Natrium, Magnesium und Kalium. Die 1905 publizierten Ergebnisse zweigten, dass nur Calcium zur Behandlung solcher Krämpfe geeignet ist. Damit konnte MacCallum lange vor der Entdeckung des Parathormons beweisen, dass die Nebenschilddrüse entscheidend an der Ca-Homöostase beteiligt ist.
Ab 1909 forschte MacCallum zur Pylorusstenose. Er konnte zeigen, dass diese eine Hypochlorämie und eine Alkalose verursacht, die zu einer erhöhten Erregbarkeit der Nerven und spontanen Muskelkontraktionen führt. Ein weiteres Forschungsgebiet waren die Herzklappen. Durch Operationen an Hunden schuf er ein Modell für die die durch Herzklappenstenosen und -insuffizienzen ausgelösten Kreislaufstörungen.